# Julianenflut
Julianenflut (Juliana-stormfloden) indtraf mellem den 16. og 17. februar 1164 (på den Hellige Julianas dag) og er en af de tidligst kendte stormfloder ved Nordsøkysten. Omkring 20.000 personer og tusindvis af kreaturer døde under denne naturkatastrofe. 
De hårdest ramte områder var Ostfriesland og Friesland i det nuværende Tyskland samt områderne omkring Zuiderzee i nuværende Nederlandene. 
Mellem byerne Dauens og Hummens, mellem det nuværende Wilhelmshaven og floden Jades munding, opstod et brud i digerne, som ikke kunne repareres. Dette blev begyndelsen til den nuærende havbugt Jadebusen. 